# Маковка (Крым)
Ма́ковка (до 1948 года Конгра́т; укр.  Маківка, крымскотат. Qoñrat, Къонърат) — село в Советском районе Республики Крым, входит в состав Пушкинского сельского поселения (согласно административно-территориальному делению Украины — Пушкинского сельского совета Автономной Республики Крым).

## Население
| 2001 | 2014 |
| ---- | ---- |
| 295  | ↘237 |

Всеукраинская перепись 2001 года показала следующее распределение по носителям языка
| Язык             | Процент |
| ---------------- | ------- |
| крымскотатарский | 46.78   |
| русский          | 37.97   |
| украинский       | 14.24   |
| другие           | 0.68    |

### Динамика численности
| - 1864 год — 8 чел. - 1889 год — 58 чел. - 1892 год — 82 чел. - 1900 год — 75 чел. - 1915 год — 55/63 чел. - 1919 год — 60 чел. | - 1926 год — 143 чел. - 1939 год — 302 чел. - 1989 год — 239 чел. - 2001 год — 295 чел. - 2009 год — 260 чел. - 2014 год — 237 чел. |

## Современное состояние
На 2017 год в Маковке числится 3 улицы — Виноградная, Достлук и Ленина; на 2009 год, по данным сельсовета, село занимало площадь 52,6 гектара на которой, в 80 дворах, проживало 260 человек. В селе действует фельдшерско-акушерский пункт. Маковка связана автобусным сообщением с райцентром, городами Крыма и соседними населёнными пунктами.

## География
Маковка — село на юго-востоке района, в степном Крыму, на правом берегу реки Восточный Булганак, высота центра села над уровнем моря — 48 м. Ближайшие сёла — Пушкино в 6 км на юг, Николаевка в 4 км на северо-запад и Шахтино в 4 км на восток. Райцентр Советский — примерно в 16 километрах (по шоссе), там же ближайшая железнодорожная станция — Краснофлотская (на линии Джанкой — Феодосия). Транспортное сообщение осуществляется по региональной автодороге 35Н-577 от шоссе 35А-001 «граница с Украиной — Джанкой — Феодосия — Керчь» до Пушкино (по украинской классификации — С-0-11420).

## История
Идентифицировать Конрат (или Конграт) среди, зачастую сильно искажённых, названий деревень Кефинскаго каймаканства в Камеральном Описании Крыма 1784 года пока не удалось. Видимо, после присоединения присоединения Крыма к России (8) 19 апреля 1783 года, деревня была покинута жителями, вследствие эмиграции крымских татар в Турцию, и, хотя находилась, после создания 8 (20) октября 1802 года Таврической губернии, в Байрачской волости Феодосийского уезда, в Ведомости о числе селении, названиях оных, в них дворов… состоящих в Феодосийском уезде от 14 октября 1805 года по отсутствию жителей не записана. На военно-топографической карте генерал-майора С. А. Мухина 1817 года деревня Конрат также обозначена пустующей.
Когда произошло заселение деревни, пока не установлено, но Конрат, как имеющий жителей, уже записан в «Ведомости о казённых волостях Таврической губернии 1829 года», в составе Учкуйской волости (переименованной из Байрачской). На карте 1836 года в деревне уже 20 дворов, как и на карте 1842 года.
В 1860-х годах, после земской реформы Александра II, деревню приписали к Шейих-Монахской волости.
Согласно «Списку населённых мест Таврической губернии по сведениям 1864 года», составленному по результатам VIII ревизии 1864 года, Конрат — владельческая деревня немецких колонистов с 3 дворами и 8 жителями при речке Булганак. На трёхверстовой карте Шуберта 1865—1876 года деревня Конрат обозначена с 18 дворами. Согласно энциклопедическому словарю Немцы России, немецкое меннонитско католическое поселение Конрат (также Конграт, Комрад) было основано в 1885 году на 2900 десятинах земли в составе Цюрихтальской волости. По другим данным уже 1883 году в Конграте была открыта начальная немецкая школа (со сроком обучения 7 лет). Преподавались Закон Божий, немецкий и русский языки, арифметика, география, чистописание, черчение, пение. В 1891 году в школе обучалось 10 мальчиков и 9 девочек. По «Памятной книге Таврической губернии 1889 года», по результатам Х ревизии 1887 года, в деревне числилось 11 дворов и 58 жителей. По «…Памятной книжке Таврической губернии на 1892 год» в безземельной деревне Конрат, не входившей ни в одно сельское общество, было 23 жителя, у которых домохозяйств не числилось, а в Конрате, входившем в Цюрихтальское сельское общество, числилось 59 жителей в 10 домохозяйствах и другой Конрат записан в списке экономий и разорённых деревень, жители коих живут в разных местах. По «…Памятной книжке Таврической губернии на 1900 год» в деревне Конрад числилось 75 жителей в 14 дворах. На 1914 год в селении действовало немецкое земское училище. По Статистическому справочнику Таврической губернии. Ч.II-я. Статистический очерк, выпуск пятый Феодосийский уезд, 1915 год, в деревне Конрат Цюрихтальской волости Феодосийского уезда числилось 27 дворов (все дворы с землёй) с немецким населением в количестве 55 человек приписных жителей и 63 «посторонних», из которых 69 мужчин и 49 женщин. Жители владели 2262 десятинами удобной земли. В хозяйствах имелось 154 лошади, 177 волов, 81 корова и 370 голов овец, свиней, или коз. В 1918 году в селении было 60 жителей.
После установления в Крыму Советской власти, по постановлению Крымревкома № 206 «Об изменении административных границ» от 8 января 1921 года была упразднена волостная система и село вошло в состав Ичкинского района Феодосийского уезда, а в 1922 году уезды получили название округов. 11 октября 1923 года, согласно постановлению ВЦИК, в административное деление Крымской АССР были внесены изменения, в результате которых округа были отменены, Ичкинский район упразднили, включив в состав Феодосийского в состав которого включили и село. Согласно Списку населённых пунктов Крымской АССР по Всесоюзной переписи 17 декабря 1926 года, в селе Конграт, Ак-Кобекского сельсовета Феодосийского района, числился 41 двор, из них 33 крестьянскихе, население составляло 143 человека, из них 129 немцев, 7 украинцев, 6 русских, действовала немецкая школа I ступени (пятилетка). Постановлением ВЦИК «О реорганизации сети районов Крымской АССР» от 30 октября 1930 года Феодосийский район был упразднён и был создан Сейтлерский район (по другим сведениям 15 сентября 1931 года), в который включили село, а с образованием в 1935 году Ичкинского — в состав нового района. По данным всесоюзной переписи населения 1939 года в селе проживало 302 человека. Вскоре после начала Великой Отечественной войны, 18 августа 1941 года крымские немцы были выселены, сначала в Ставропольский край, а затем в Сибирь и северный Казахстан.
Во время Великой Отечественной войны в 1942 году через Конград проходили колонны военнопленных, участников феодосийского десанта. Отстающих немцы расстреливали прямо на дороге. Местные жители подобрали убитых — 12 неизвестных солдат и похоронили в братской могиле на местном кладбище.
После освобождения Крыма от фашистов, 12 августа 1944 года было принято постановление № ГОКО-6372с «О переселении колхозников в районы Крыма» и в сентябре 1944 года в район приехали первые новоселы (180 семей) из Тамбовской области, а в начале 1950-х годов последовала вторая волна переселенцев из различных областей Украины. С 25 июня 1946 года Конграт в составе Крымской области РСФСР. Указом Президиума Верховного Совета РСФСР от 18 мая 1948 года, Конграт переименовали в Маковку. В 1951 году существовавший в селе колхоз имени Тельмана включён в состав колхоза имени Сталина с центральной усадьбой в селе Пушкино (в 1961 году переименованный в колхоз «Россия»). 26 апреля 1954 года Крымская область была передана из состава РСФСР в состав УССР. Время включения Пушкинский сельсовет пока не установлено: на 15 июня 1960 года село уже числилось в его составе. Указом Президиума Верховного Совета УССР «Об укрупнении сельских районов Крымской области», от 30 декабря 1962 года Советский район был упразднён и село присоединили к Нижнегорскому. Решением Крымского облисполкома № 598 от 17 ноября 1964 года Пушкинский сельсовет был упразднён и образован Красногвардейский сельский совет, в который включили Маковку. 8 декабря 1966 года Советский район был восстановлен и село вновь включили в его состав. В период с 1 января по 1 июня 1977 года Пушкинский сельский совет был восстановлен и Маковка вновь в его составе. По данным переписи 1989 года в селе проживало 239 человек. С 12 февраля 1991 года село в восстановленной Крымской АССР, 26 февраля 1992 года переименованной в Автономную Республику Крым. С 21 марта 2014 года в составе Крыма аннексирована Россией.